# Olympische Jugend-Sommerspiele 2018/Teilnehmer (Pakistan)
| Gelbes Symbol für Goldmedaillen mit stilisierten Olympischen Ringen | Graues Symbol für Silbermedaillen mit stilisierten Olympischen Ringen | Braundes Symbol für Bronzemedaillen mit stilisierten Olympischen Ringen |
| ------------------------------------------------------------------- | --------------------------------------------------------------------- | ----------------------------------------------------------------------- |
| —                                                                   | —                                                                     | 1                                                                       |

Pakistan nahm an den Olympischen Jugend-Sommerspiele 2018 in Buenos Aires teil. Es war die 3. Teilnahme an Olympischen Jugend-Sommerspielen.

## Medaillengewinner

### Bronze
| Name         | Sportart | Wettkampf                 |
| ------------ | -------- | ------------------------- |
| Inayat Ullah | Ringen   | Freistil Klasse bis 65 kg |

## Teilnehmer nach Sportarten

### Schießen
| Athleten                        | Wettbewerb       | Qualifikation | Qualifikation | Achtelfinale                  | Achtelfinale | Viertelfinale | Viertelfinale | Halbfinale    | Halbfinale    | Finale        | Finale        | Rang |
| Athleten                        | Wettbewerb       | Punkte        | Rang          | Punkte                        | Ergebnis     | Punkte        | Ergebnis      | Punkte        | Ergebnis      | Punkte        | Rang          | Rang |
| ------------------------------- | ---------------- | ------------- | ------------- | ----------------------------- | ------------ | ------------- | ------------- | ------------- | ------------- | ------------- | ------------- | ---- |
| Mädchen                         |                  |               |               |                               |              |               |               |               |               |               |               |      |
| Nubaira Babur                   | 10 m Luftpistole | 518-6x        | 20            | –                             | –            | –             | –             | –             | –             | ausgeschieden | ausgeschieden | 20   |
| Mixed                           |                  |               |               |                               |              |               |               |               |               |               |               |      |
| Nubaira Babur Saurabh Chaudhary | 10 m Luftpistole | 738           | 15            | Fatimah Al-Kaabi / Jérôme Son | 3:10         | ausgeschieden | ausgeschieden | ausgeschieden | ausgeschieden | ausgeschieden | ausgeschieden | 9    |

### Gewichtheben
| Athleten     | Wettbewerb       | Reißen     | Reißen     | Reißen     | Reißen   | Stoßen     | Stoßen     | Stoßen     | Stoßen   | Gesamt  | Gesamt |
| Athleten     | Wettbewerb       | 1. Versuch | 2. Versuch | 3. Versuch | Ergebnis | 1. Versuch | 2. Versuch | 3. Versuch | Ergebnis | Gewicht | Rang   |
| ------------ | ---------------- | ---------- | ---------- | ---------- | -------- | ---------- | ---------- | ---------- | -------- | ------- | ------ |
| Jungen       |                  |            |            |            |          |            |            |            |          |         |        |
| Farhan Amjad | Klasse bis 85 kg | 113 kg     | 116 kg     | 116 kg     | 113 kg   | 140 kg     | 147 kg     | 147 kg     | 140 kg   | 253 kg  | 6      |

### Ringen
| Athleten     | Wettbewerb                | Gruppenphase     | Gruppenphase | Gruppenphase | Finale                   | Finale   | Rang   |
| Athleten     | Wettbewerb                | Gegner           | Ergebnis     | Rang         | Gegner                   | Ergebnis | Rang   |
| ------------ | ------------------------- | ---------------- | ------------ | ------------ | ------------------------ | -------- | ------ |
| Jungen       |                           |                  |              |              |                          |          |        |
| Inayat Ullah | Freistil Klasse bis 65 kg | Westerly Ainsley | 13:2         | 2            | Platz 3: Carson Manville | 6:2      | Bronze |
| Inayat Ullah | Freistil Klasse bis 65 kg | Turan Bayramov   | 0:8          | 2            | Platz 3: Carson Manville | 6:2      | Bronze |